# Форни-Авольтри
Форни-Авольтри (итал. Forni Avoltri) —  коммуна в Италии, располагается в регионе Фриули-Венеция-Джулия, в провинции Удине.
Население составляет 667 человек (2008 г.), плотность населения составляет 8 чел./км². Занимает площадь 81 км². Почтовый индекс — 33020. Телефонный код — 0433.
Покровителем коммуны почитается святой Лаврентий, празднование 10 августа.

## Демография
Динамика населения:

## Администрация коммуны
- Официальный сайт: http://www.comune.forni-avoltri.ud.it/